# Shweshwe

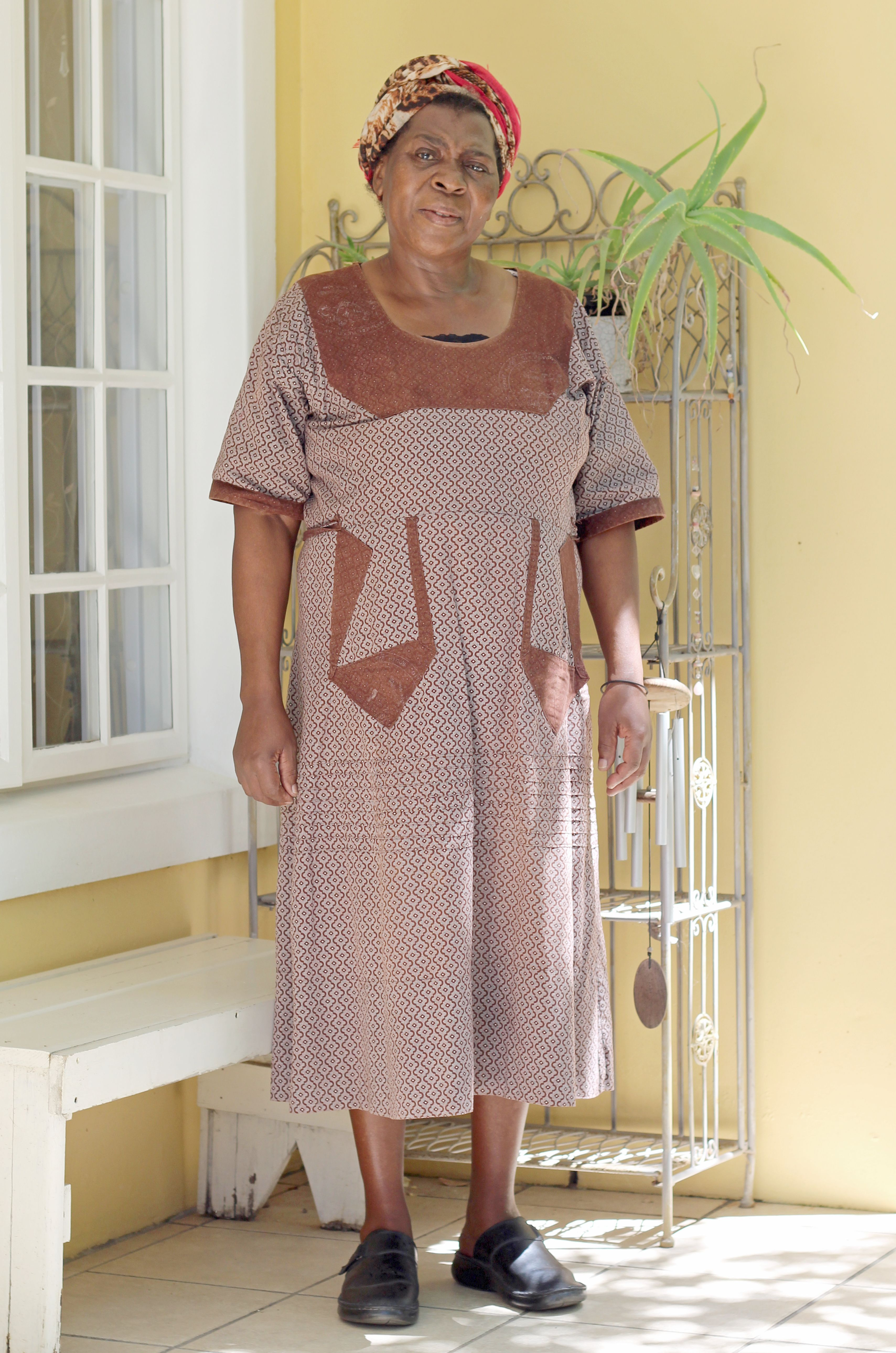
Basotho-Frau, die ein braun-rotes Shweshwe-Kleid trägt.

Shweshwe (/ˈʃwɛʃwɛ/) ist ein bedruckter, gefärbter Baumwollstoff, der häufig für traditionelle südafrikanische Kleidung genutzt wird. Der Stoff wird zuerst mit Indigo gefärbt und danach weiterverarbeitet. Er wird in einer Vielzahl von Farben und Druckmustern gefertigt, wobei verzweigte, geometrische Muster charakteristisch sind. Aufgrund seiner Beliebtheit, wurde Shweshwe auch als Denim oder Tartan Südafrikas beschrieben.

## Name

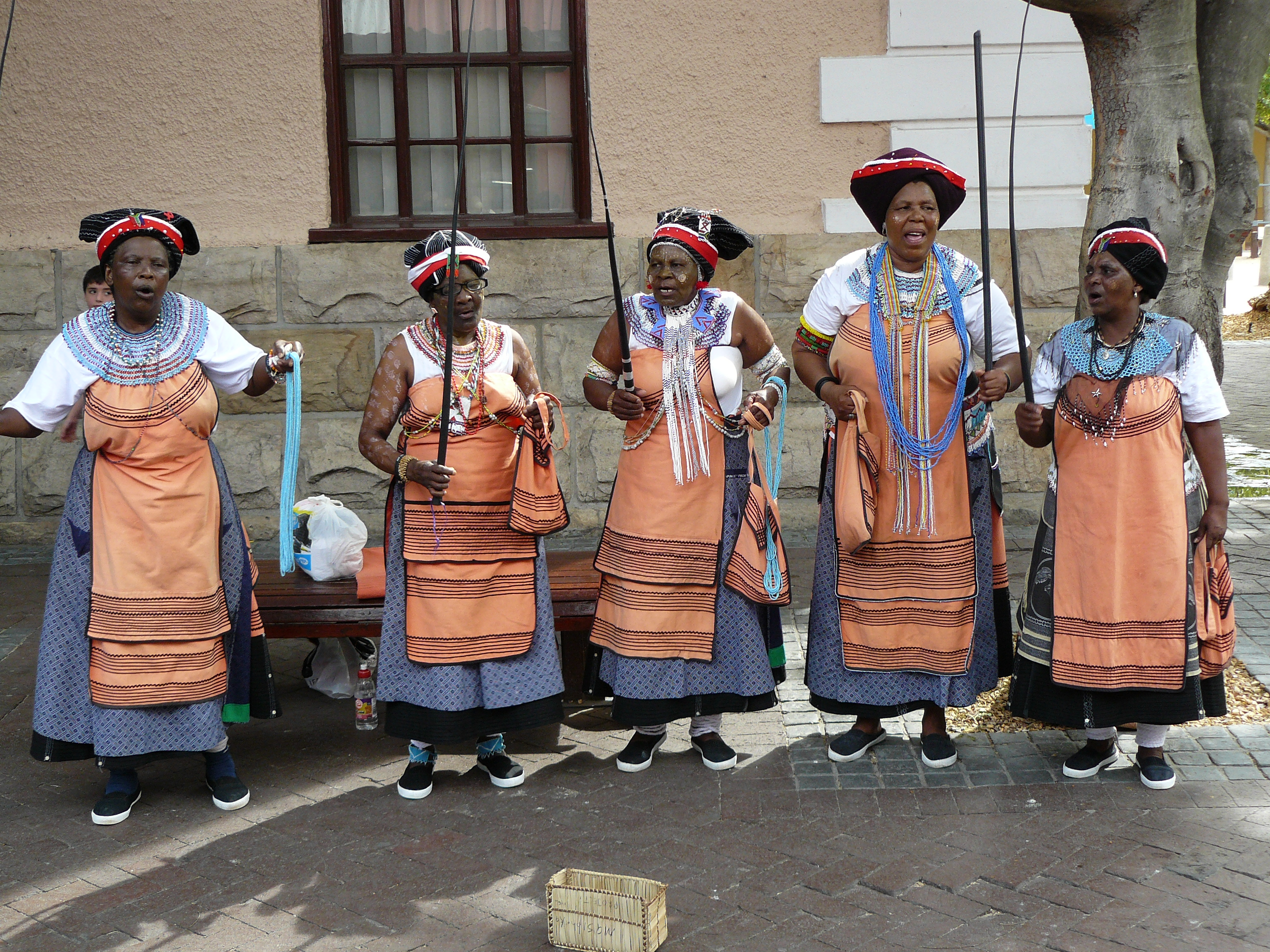
Xhosa-Frauen in traditionellen Tracht tragen indigoblaue Shweshwe-Schürzen.

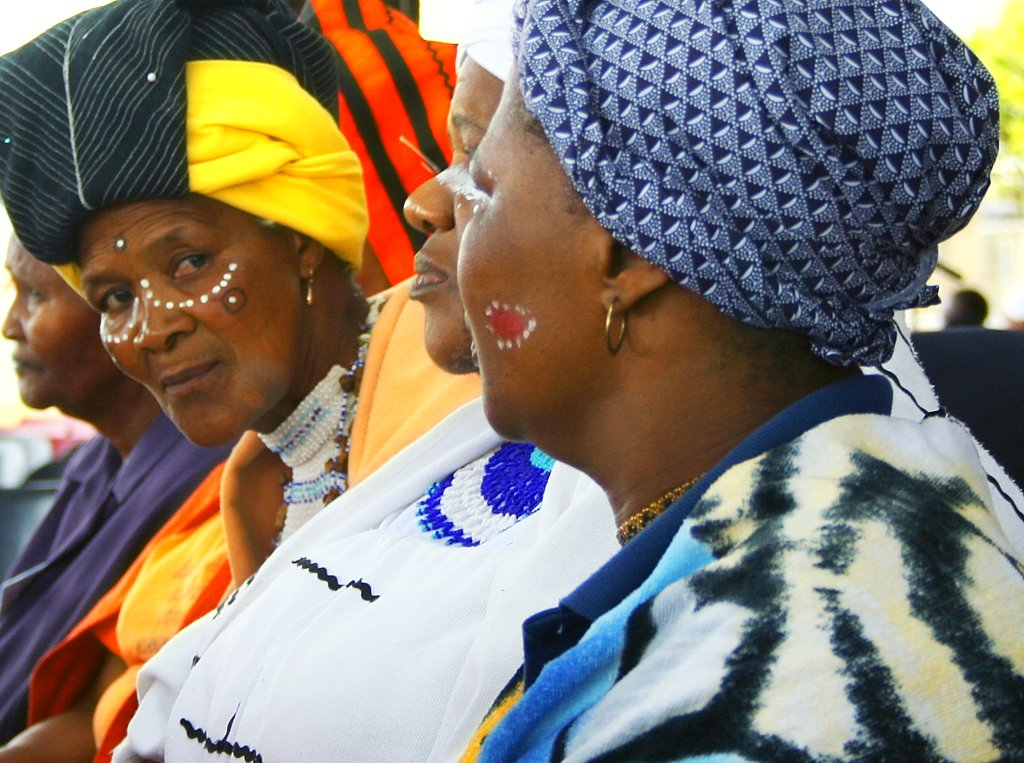
Xhosa-Frau mit einem Kopftuch aus Indigo-Shweshwe. (rechts)

Der landesübliche Name shweshwe leitet sich aus Lesothos König Moshoeshoe I. ab, der auch „Moshweshwe“ geschrieben wird. Moshoeshoe I. wurde in den 1840er-Jahren von französischen Missionaren mit dem Stoff beschenkt und machte ihn daraufhin populär.
Es ist auch bekannt als sejeremane oder seshoeshoe in Sotho sowie als terantala (abgeleitet von Afrikaans tarentaal) und ujamani in Xhosa. Nach dem 19. Jahrhundert waren deutsche und Schweizer Siedler daran beteiligt, den Stoff in der südafrikanischen und Basotho-Kultur zu verankern, da sie den Blaudruck-Stoff für ihre Kleidung importierten.

## Verwendungen
Shweshwe wird traditionell genutzt um Kleider, Röcke, Schürzen und Kleidungsstücke zum Umwickeln herzustellen. Getragen wird die Kleidung üblicherweise von frisch verheirateten Xhosa-Frauen, bekannt als makoti, sowie verheirateten Sotho-Frauen. Die Xhosa-Frauen haben den Stoff auch in ihre traditionelle, ockerfarbene Wickelkleidung integriert. Neben der traditionellen Kleidung wird Shweshwe auch im zeitgenössischen südafrikanischen Modedesign für Frauen und Männer aller ethnischen Gruppen verwendet, wie auch zur Herstellung von Accessoires und Polstermöbeln. In den USA wird es auch als Quilting-Stoff verwendet.

## Produktion

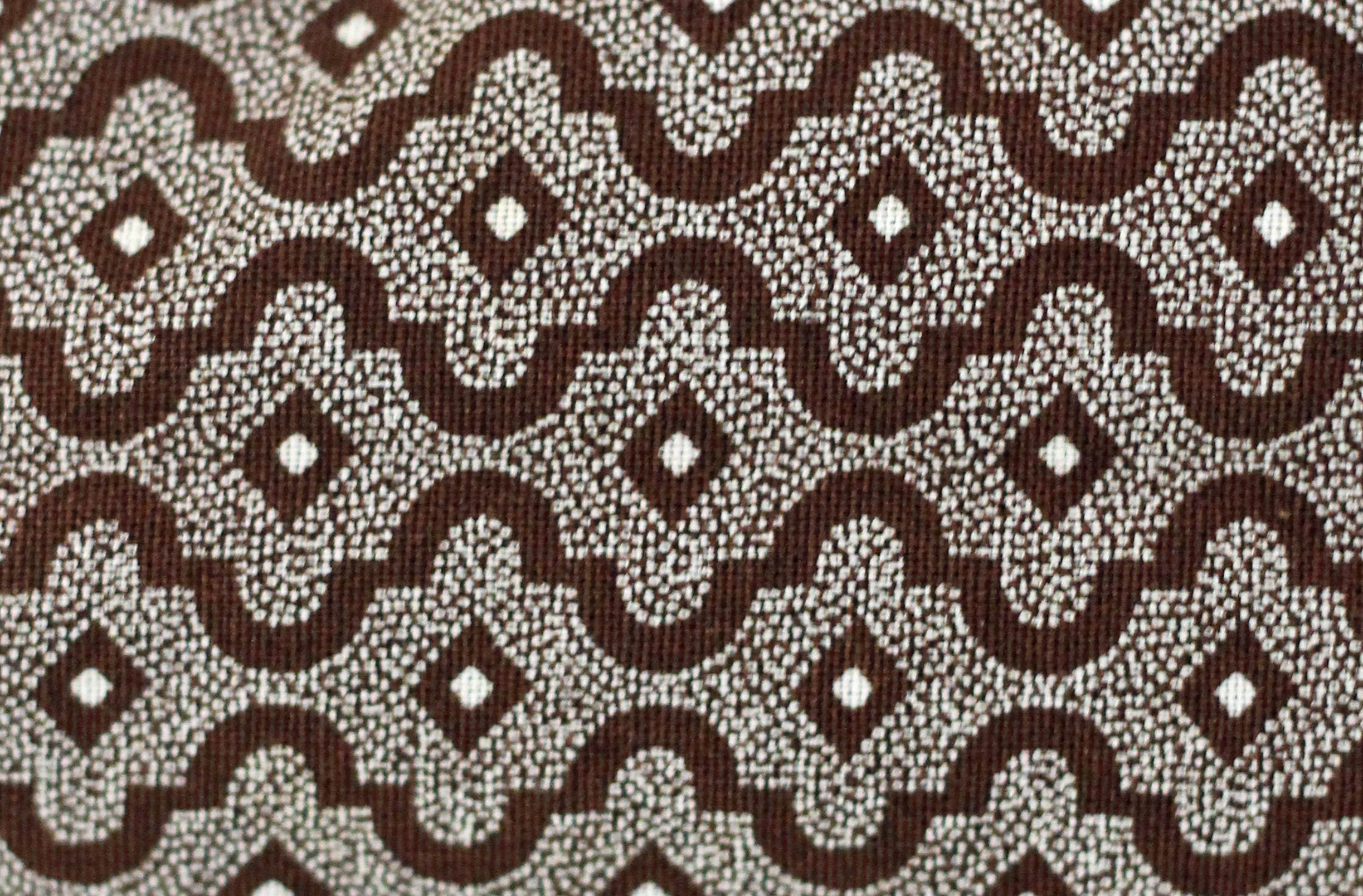
Schokoladenbraunes Shweshwe

Shweshwe wird mit einem Ätzdruck und Walzendruckverfahren auf Baumwoll-Kaliko hergestellt. Der Stoff wird dabei in einer Breite von 90 cm in einem wiederholenden oder die ganze Fläche bedeckenden Muster (engl. all-over pattern) und nebeneinander gedruckten A-förmigen Rockbahnen bedruckt. Er wird in verschiedenen Farben gefertigt, wie dem originalen indigo, schokoladenbraun und rot, sowie in einer Vielzahl an Mustern, wie Blumen, Streifen, Diamanten, Karo und wiederkehrenden geometrische Mustern. Die aufwändigen Designs werden mit einer Pikotage geschaffen; einer Textildrucktechnik die auch Pinning genannt wird und bei der unterschiedlich große Messingstifte in einen großen Holzblock getrieben werden, um Lichter und Schatten im Druck darzustellen.

Der markenrechtlich geschützte Stoff wurde vormals von Europa nach Südafrika importiert und seit 1982 von Da Gama Textiles im Zwelitsha-Township außerhalb von Qonce im Ostkap verarbeitet. Im Jahr 1992 kaufte Da Gama Textiles das alleinige Recht auf die Marke Three Cats, was zu der Zeit die bekannteste Marke des Stoffes war, und welcher von der Spruce Manufacturing Co. Ltd in Manchester hergestellt wurde. Damit wurden die originalen, gravierten Kupferrollen nach Südafrika verschifft. 

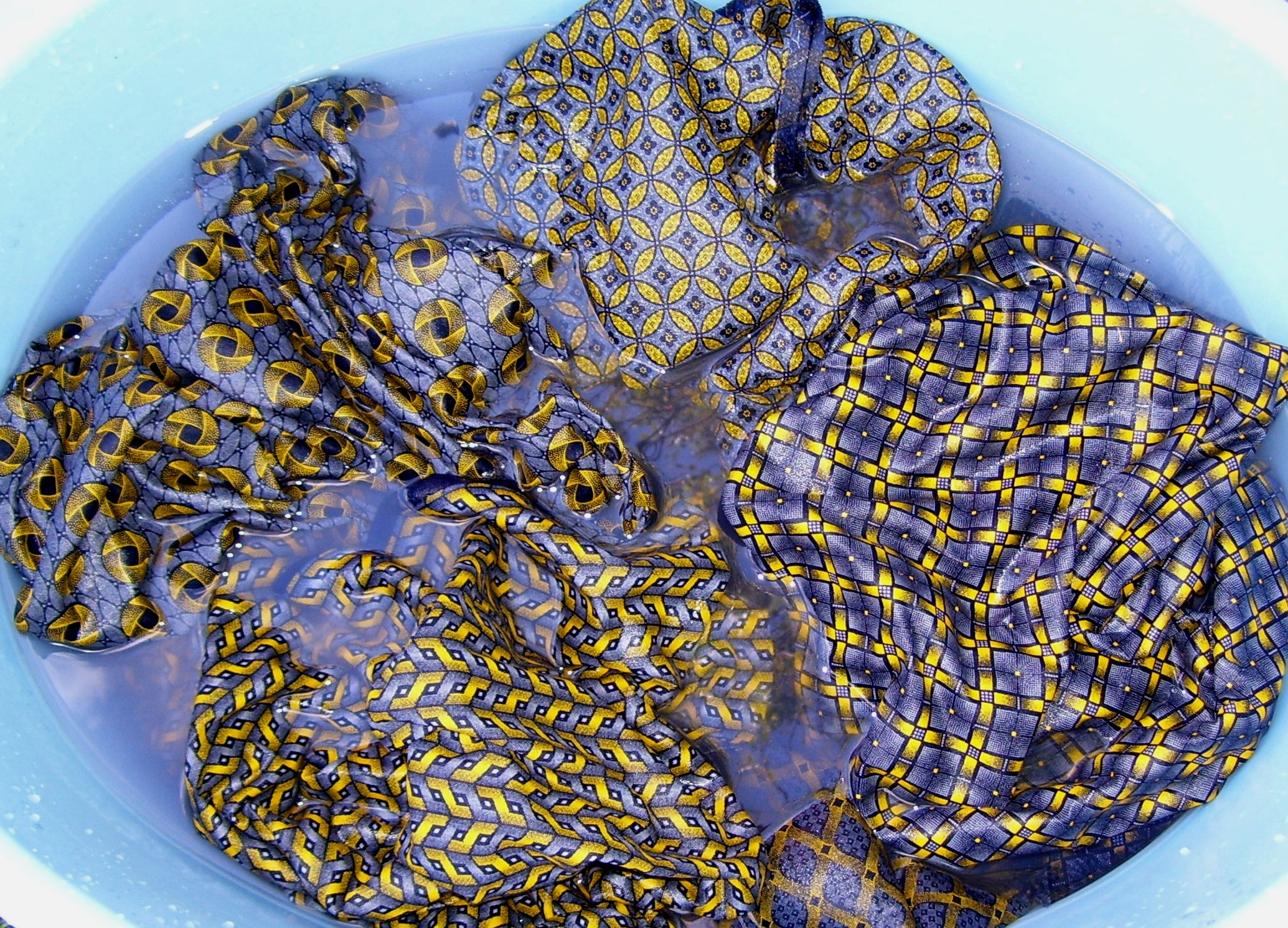
Stärke wird ausgewaschen, um den Stoff weich zu machen.

Die lokale Textilindustrie, zu der auch die Shweshwe-Produktion gehört, wird von Konkurrenz durch Produktimitation bedroht. Diese bietet Stoffe günstiger an, hat aber eine schlechtere Qualität und wird vor allem aus China und Pakistan importiert. Das Originalprodukt kann erkannt werden durch fühlen, riechen, schmecken, hören, sowie die vollständige Färbung und Markenlogos auf der Rückseite. Weitere Hinweise sind Stoffe, die schmaler als 90 cm sind und die Steife von neuen Stoffen, die durch das traditionelle Stärken entsteht, jedoch ausgewaschen werden kann.

## In der Popkultur
- Jill Scott, die in der Fernsehserie „Eine Detektivin für Botswana“ die Hauptfigur Mma Precious Ramotswe spielte, trug bei der Produktion Outfits aus Shweshwe.[2][21]